# Jack Wrangler
Jack Wrangler (11. července 1946, Beverly Hills – 7. dubna 2009, New York) byl americký herec účinkující v 70. a 80. letech 20. století v gay i heterosexuálních pornografických filmech, divadelní producent a režisér. Otevřeně přiznával jak svoji homosexualitu, tak i práci v pornoprůmyslu a byl označován za ikonu gay hnutí.
V roce 2008 byl o něm natočen dlouhometrážní dokumentární film Wrangler: Anatomy of an Icon, který dokumentoval jeho kariéru na scéně i za scénou. Dlouholetou partnerkou a posledních 15 let jeho života i manželkou mu byla kabaretní zpěvačka Margaret Whitingová.

## Ocenění
- 1992 Gay Erotic Video Awards: Síň slávy[5][6]